# Kalikino (okręg miejski Boru)
Kalikino (ros. Каликино) – wieś (dieriewnia) w Rosji, w obwodzie niżnonowogrodzkim, w okręgu miejskim Boru. W 2010 liczyła 1769 mieszkańców.